# 阿野実為
阿野 実為（あの さねため）は、南北朝時代の公卿。権大納言・阿野季継の子。官位は従一位・内大臣（南朝）。祖父・阿野公廉の女・廉子（新待賢門院）が後醍醐天皇の寵妃であった関係から、阿野家は代々南朝方公卿として活躍した。

## 経歴
具体的な官歴は不明だが、正平6年/観応2年（1351年）頃には右近衛少将、正平13年/延文3年（1358年）5月には「蔵人頭左中弁兼右近衛権中将」であるから、間もなく参議として公卿に列したのであろう。正平20年/貞治4年（1365年）には権中納言、天授元年/永和元年（1375年）には権大納言として見えるが、天授3年/永和3年（1377年）7月以前に大納言に転じ、弘和元年/永徳元年（1381年）には前大納言である。
その後、後亀山天皇の信任を得て内大臣に昇り、元中6年/康応元年（1389年）6月には既に散位であった。元中9年/明徳3年（1392年）の南北朝合一に際しては、吉田宗房と共に対幕府交渉に臨み、閏10月に天皇に供奉して吉野から入洛した。合一後は落飾して匡円と号し、嵯峨大覚寺に入った後亀山上皇（法皇）に近仕しているが、応永5年（1398年）から同7年（1400年）の間に薨去したとみられる。
南朝歌壇においては、正平8年（1353年）の『内裏千首』の他、『内裏三百六十首歌』・『五百番歌合』などに詠進し、また、嘉喜門院の要請を受けてその家集（『嘉喜門院集』）を清書した。『新葉和歌集』には11首が入集する。

## 系譜
- 父：阿野季継
- 母：不詳
- 妻：不詳
  - 男子：阿野公為
  - 女子：後村上天皇の尚侍?、後亀山天皇の生母?